# Eastpak

Eastpak-Logo

Altes Logo

Eastpak ist ein US-amerikanischer Hersteller von Textilprodukten. Eastpak vertreibt unter anderem Rucksäcke, Geldbeutel, Kleidungsstücke, Taschen sowie Federmäppchen.

## Geschichte
Vorläufer der Marke Eastpak war Eastern Canvas Products. Dieses Unternehmen wurde 1960 von Monte Goldman gegründet, um Rucksäcke für den militärischen Gebrauch herzustellen. 1976 begann Goldman mit der Produktion von Rucksäcken und Taschen für den normalen Verbraucher unter dem Namen Eastpak.
2000 wurde Eastpak, das damals rund 90 Millionen US-Dollar Umsatz erzielte (zum damaligen Wechselkurs etwa 100 Millionen Euro) von VF Corporation erworben. Laut Geschäftsbericht von VF Corporation war Eastpak im Jahr 2007 in Europa Marktführer bei Rucksäcken.

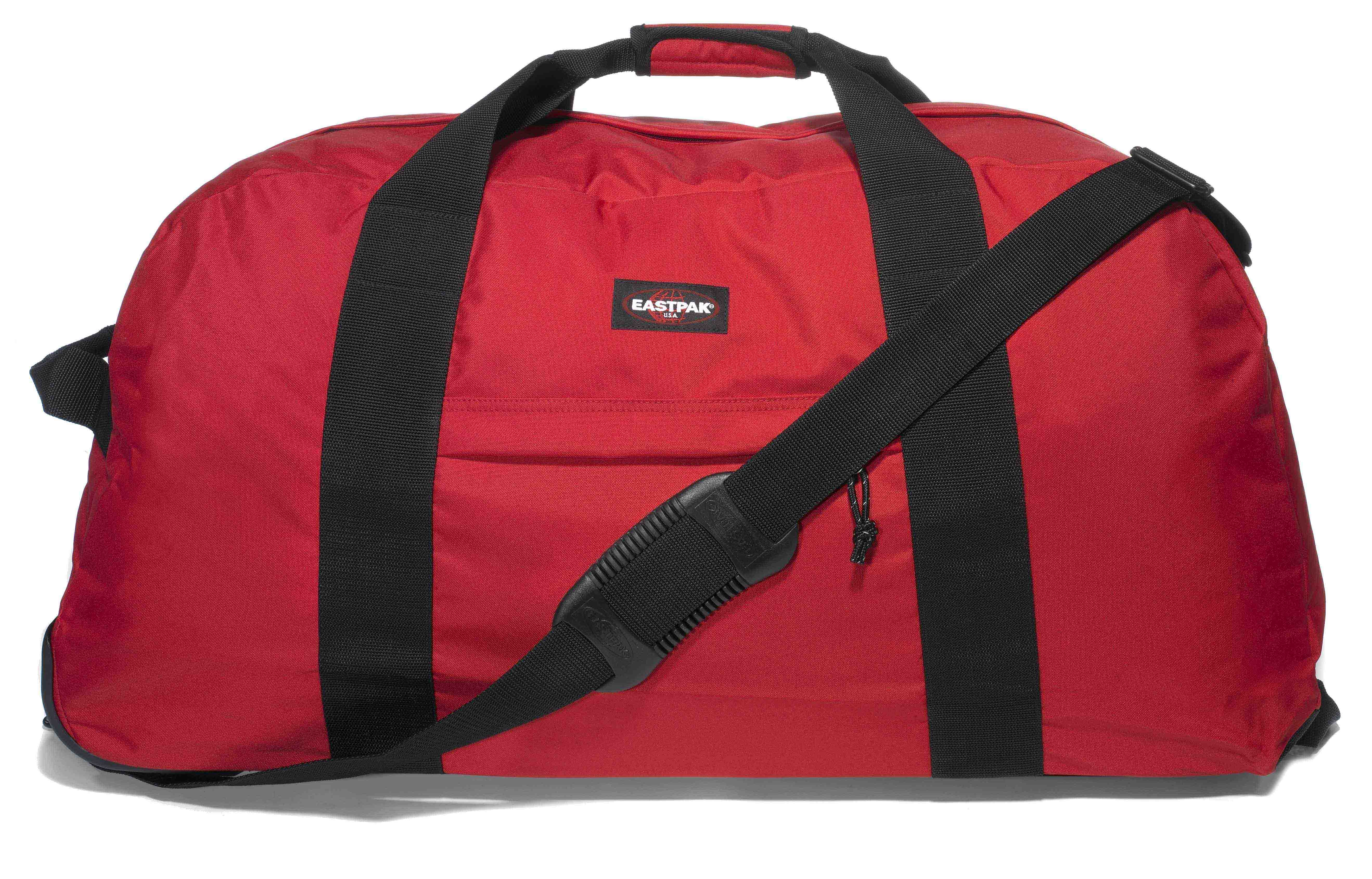
Eastpak-Reisetasche
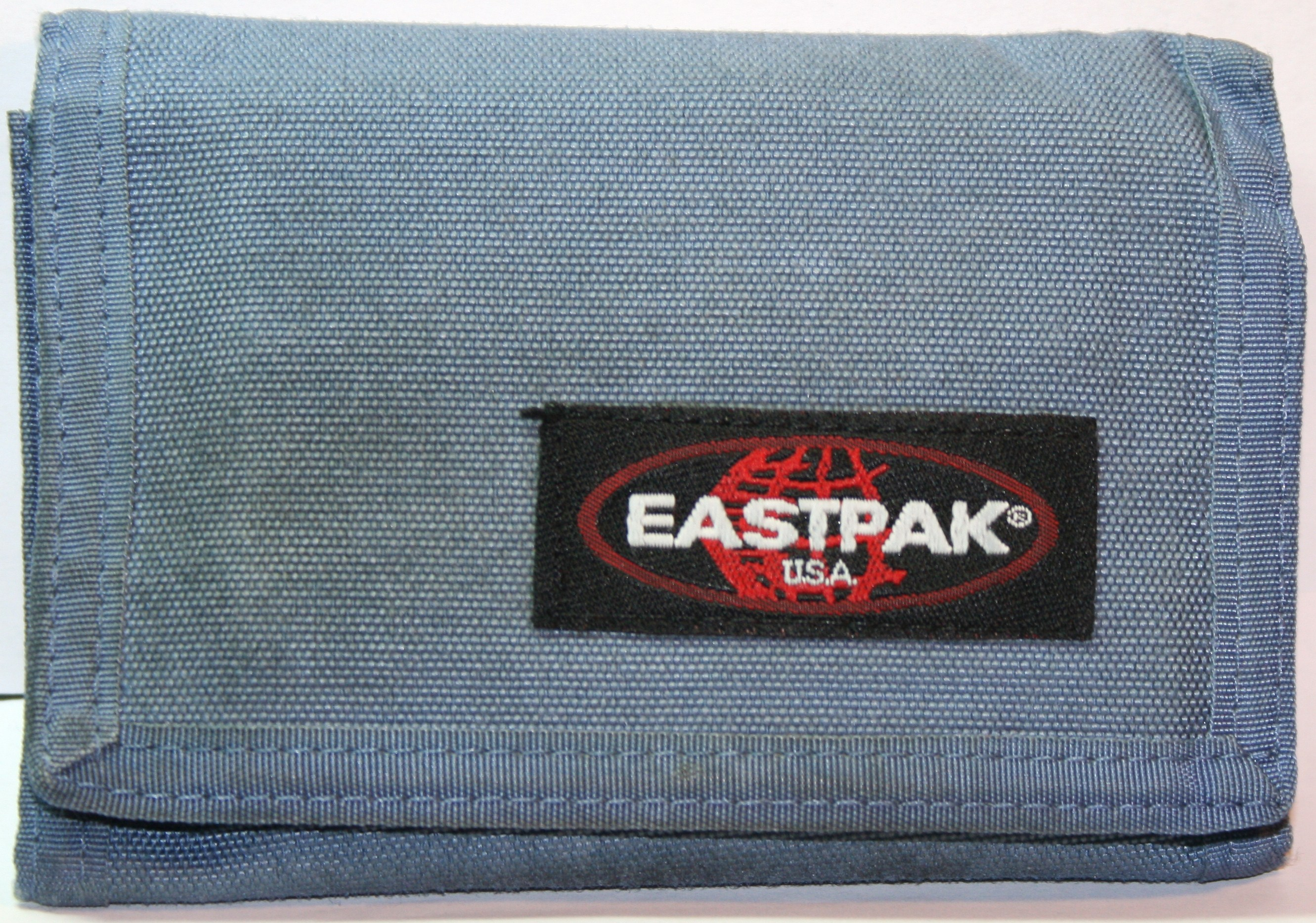
Eastpak-Portemonnaie
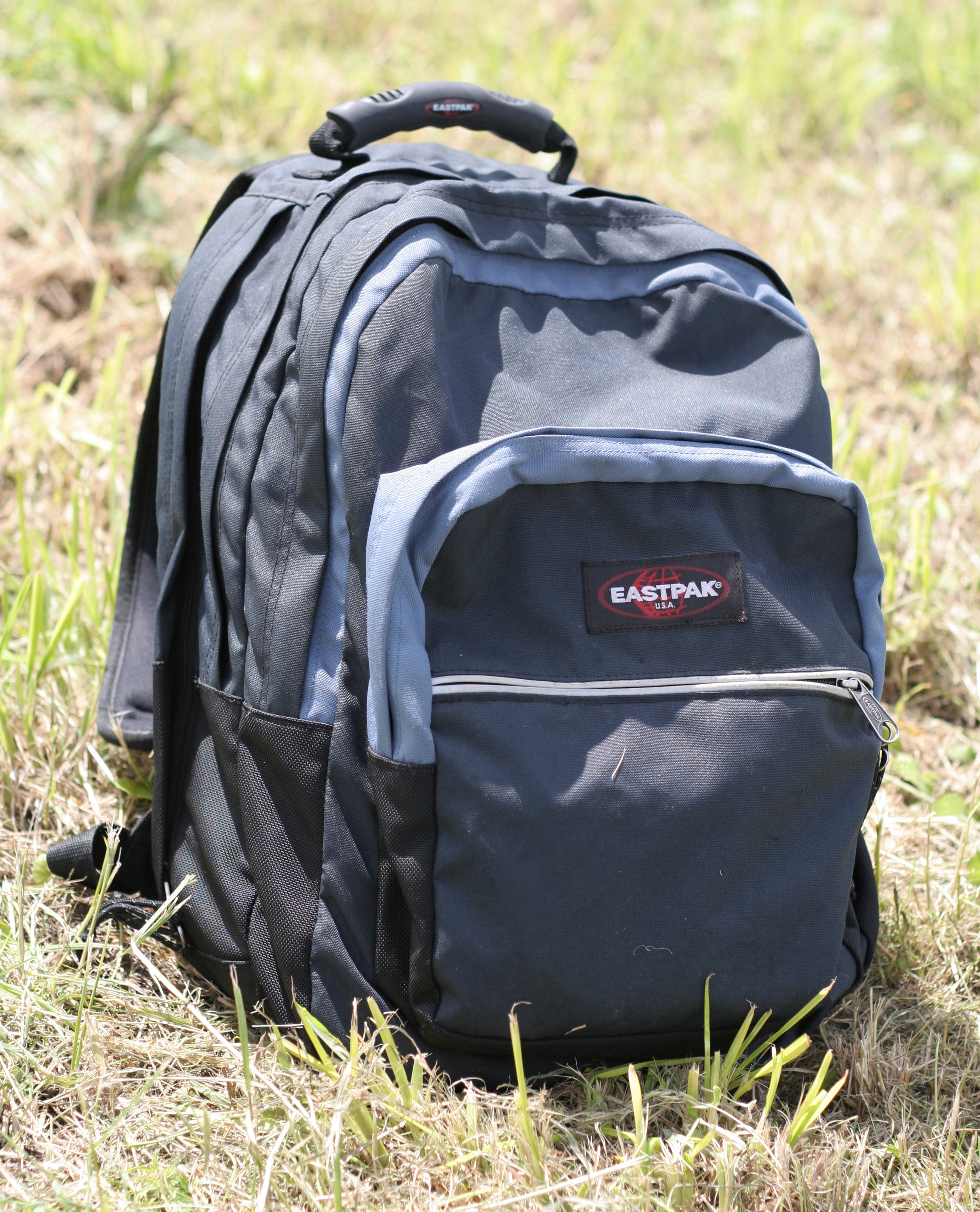
Eastpak-Rucksack

## Garantie
Eastpak gewährt auf seine Produkte (Rucksäcke, Taschen, Reisegepäck) – mit einigen Ausnahmen – eine Garantie von 30 Jahren.